# Прозорова, Антонина Андреевна
Антонина Андреевна Прозорова (27 февраля 1912 — 19 августа 1996) — передовик советского сельского хозяйства, бригадир колхоза «Красный Октябрь» Вожгальского района Кировской области, Герой Социалистического Труда (1948).

## Биография
Родилась в 1912 году в селе Вожгалы Кировской области в крестьянской русской семье.  
Окончила обучение в 4-м классе сельской школы и трудоустроилась в хозяйство отца. После коллективизации, в 1930 году, вступила в местный колхоз "Красный Октябрь". Первоначально трудилась в колхозной столовой. Позже стала работать полеводом, а в начале Великой Отечественной войны ей пришлось возглавить бригаду. Колхоз в первые пятилетки считался передовым по выращиванию зерновых и овощей. 
В 1947 году хозяйство добилось наивысших результатов. Бригада Прозоровой получила 31,96 центнеров ржи с гектара на площади 24 гектара.   
Указом Президиума Верховного Совета СССР от 17 марта 1948 года за получение высоких результатов в сельском хозяйстве и рекордные показатели в уборке урожая зерновых Антонине Андреевне Прозоровой было присвоено звание Героя Социалистического Труда с вручением ордена Ленина и медали «Серп и Молот». 
В 1948 году её бригада добилась успехов в уборке урожая картофеля. Получили 529,1 центнеров с гектара на площади 6 гектаров. Была представлена к награждению вторым орденом Ленина. Завершила обучение на курсах руководящих кадров.       
Проживала в родном селе. Умерла 19 августа 1996 года.

## Награды
За трудовые успехи была удостоена:
- золотая звезда «Серп и Молот» (17.03.1948)
- Два ордена Ленина (17.03.1948, 23.06.1949)
- другие медали.